# Baras (Catanduanes)
Pour les articles homonymes, voir Baras.
Baras est une municipalité des Philippines située au sud-est de la province de Catanduanes.
Elle est divisée en 29 barangays, dont 23 barangays ruraux et 6 barangays urbains.